# Яромір Штєтіна
Яромір Штєтіна (чеськ. Jaromír Štětina; 6 квітня 1943, Прага — 17 квітня 2025) — чеський журналіст, письменник і політичний діяч. Відомий більшості як військовий кореспондент з конфліктних регіонів колишнього Радянського Союзу. Починаючи з 2014 року Штєтіна був членом Європейського Парламенту від Чехії.

## Біографія
Штєтіна є вихідцем з буржуазно-комуністичного середовища. Його бабуся була одним із засновників Комуністичної партії Чехословаччини, а його дід по материнській лінії жив у Чикаго, де володів пабом під назвою «Прага». Батько Яроміра працював у посольстві в Китаї.
Штєтіна виріс у прикордонному районі на півночі Чехословаччини, куди його батьки емігрували в 1945 році, і де Яромір закінчив гімназію.
У період з 1961 по 1967 роки, Яромір Штєтіна навчався в Університеті економіки в Празі. В 1968 році почав працювати журналістом в газеті «Mladá Fronta». Під час окупації Чехословаччини радянська армія захопила контроль над «Mladá Fronta». Штєтіна згодом був звільнений через його протистояння ворожій армії. Після звільнення працював геодезистом, одночасно вивчаючи геологію в Карловому університеті в Празі. На початку 1969 року, був різноробочим на підприємстві «Geological Survey». У 1970—1999 роках провів близько двадцяти п'яти наукових і спортивних експедицій до Сибіру та в Азійські країни; є засновником чеського рафтингу. У ті ж роки була написана найзнаменитіша його книга «S matyldou ро Indu» на тему рафтингу.
У 1987 році Яромір Штєтіна почав займатися публічними виступами. У період з 1987 по 1989 роки провів ряд політичних лекцій в Чехословаччині. У 1989 році став одним із засновників синдикату журналістів, відновивши свою кар'єру журналіста. Працював в газеті «Lidové noviny». У 1990 році почав працювати іноземним кореспондентом у Москві, де описував численні конфлікти, що відбувалися в Радянському Союзі. У 1992 році він заснував Фонд «Lidových novin». У 1993-94 роках був головним редактором «Lidové noviny». У 1994 році  заснував незалежне журналістське агентство «Epicentrum», присвячене військової тематиці.
Штєтіна спеціалізується на дописах про військові конфлікти в Європі, Азії та Африці, з яких він охопив понад 20. Крім того, він є плідним автором, видавшим 10 книжок, а також десятки документальних фільмів та безліч статей.
У 2004 році на виборів до Сенату (верхня палата парламенту Чехії) Штєтіна балотувався як незалежний кандидат під егідою Партії зелених. Отримавши перемогу на виборах, вступив на посаду сенатора від 10 празького округу.
Яромір Штєтіна є одним з тих, хто підписав Празьку декларацію про європейську совість та комунізм.
На даний момент, будучи членом Європарламенту від Чехії, займає посаду заступника голови Комітету з питань безпеки та оборони.
Починаючи з 2014 року Яромір Штєтіна цікавиться політичною ситуацією в Україні і кілька разів подорожував по країні за власною ініціативою. У серпні того ж року в інтерв'ю для «Radio Journal» назвав Росію «Імперією зла».
У 2016 році Штєтіна був одним з трьох депутатів Європейського парламенту, що зважилися відвідати місто Мар'їнка, що знаходиться в безпосередній близькості від окупованого бойовиками Донецьку.
12 квітня 2016 року проголосував за резолюцію Європейського парламенту, який схвалив пропозицію Європейської комісії під керівництвом Жана-Клода Юнкера ввести обов'язкові квоти для постійного перерозподілу біженців між державами-членами ЄС у відповідь на проблему європейської міграційного кризи.